# سرشت (تشيلو)
سرشت (بالفارسية: سرشط) هي منطقة سكنية تقع في إيران في قسم تشيلو الريفي. يقدر عدد سكانها بـ 135 نسمة بحسب إحصاء 2016.